# Polihierax
Polihierax is een geslacht van vogels uit de familie valkachtigen (Falconidae).

## Soorten
Het geslacht telt slechts een soort:
- Polihierax semitorquatus – Afrikaanse dwergvalk